# Heinrichsfelde (Kyritz)
Heinrichsfelde ist ein Wohnplatz der Stadt Kyritz im Landkreis Ostprignitz-Ruppin (Brandenburg). Schon um 1794 wurde hier eine Ziegelei angelegt. 1846 wurde die Ziegelei in ein Freigut umgewandelt und Heinrichsfelde genannt. Um 1860 umfasste die kleine Siedlung ein Vorwerk, ein Chausseehaus und ein Forsthaus mit fünf Wohngebäuden. 2016 hatte der Wohnplatz 110 Einwohner.

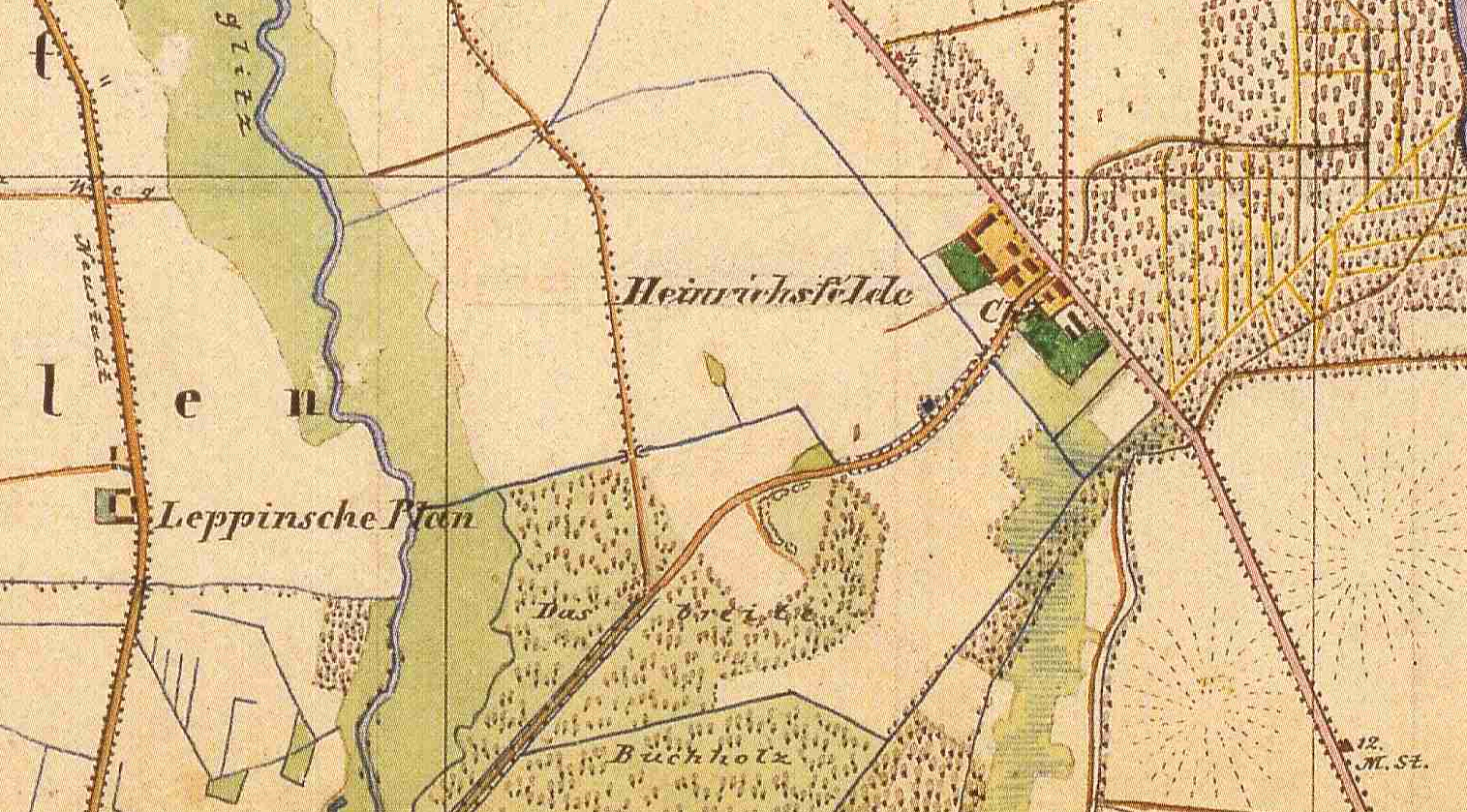
Heinrichsfelde (und die wüst gefallene Kleinsiedlung Leppinsche Plan) auf dem Urmesstischblatt 3040 Kyritz von 1841

## Lage
Heinrichsfelde liegt knapp vier Kilometer südöstlich der Innenstadt von Kyritz und ca. 3,2 Kilometer nordwestlich von Wusterhausen/Dosse. Die Bundesstraße 5 von Wusterhausen/Dosse nach Kyritz führt unmittelbar am Ortsrand vorbei. Nordwestlich des Wohnplatz befindet sich der Verkehrslandeplatz Kyritz.

## Geschichte
1796 wurde auf der Stadtmark von Kyritz eine Ziegelei angelegt. Die Tongrube lag ca. 500 Meter südwestlich von der Ziegelei. Im Ortschaftsverzeichnis von 1817 ist die Siedlung nicht gesondert erwähnt. Im Ortschaftsverzeichnis von 1846 ist die Siedlung lediglich als Etablissement „Ziegelei“ (unter der Stadt Kyritz) aufgeführt. In drei Wohngebäuden lebten 62 Personen. Dagegen ist die Siedlung im Urmesstischblatt 3040 Kyritz von 1841 bereits als Heinrichsfelde bezeichnet. 1846 wurde die Siedlung in ein Freigut umgewandelt und offiziell Heinrichsfelde genannt (bisher Kyritzer Ziegelei). Das Gut umfasste 600 Cöllnische Morgen Gerste- und Haferland. Als Besitzer wird ein gewisser Holtz angegeben. 1846 wurde auch die neue Chausseegeldhebestelle in Heinrichsfelde an den Meistbietenden versteigert. Bis 1860 war zusätzlich noch eine Försterei entstanden. Insgesamt standen in der Siedlung nun fünf Wohngebäude und 21 Wirtschaftsgebäude. 1871 gab es dann sechs Wohngebäude. Für 1877 ist als Besitzer ein G. Cochius erwähnt. 1882 ist dann ein F. Cochius auf Heinrichsfelde genannt. 1884 war ein Cochius Administrator von Heinrichsfelde. Nach dem 1885 Handbuch des Grundbesitzes im Deutschen Reiche gehörte das Gut Friedrich Wilhelm Cochius, Amtsrat aus Deetz. Administrator war Fritz Cochius. Unter der Rubrik Industrielle Anlagen sind eine Dampfbrennerei, eine Ziegelei und eine Separatoren-Meierei aufgeführt. Das Gut hatte sich außerdem auf Schweinezucht spezialisiert. Die Flächengröße ist mit 271 Hektar angegeben, davon waren 248 Hektar Ackerland, 19 Hektar Wiesen, 1 Hektar Wald und 3 Hektar Unland, Wege und das Gehöft. Der Grundsteuerreinertrag wird mit 2202 Mark beziffert.

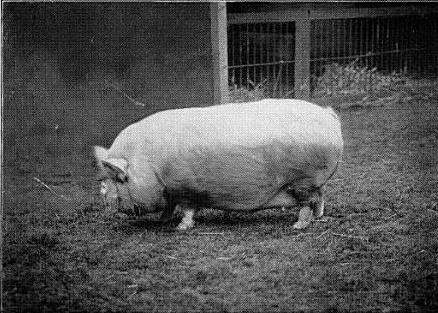
Yorkshire-Schwein. Historische Aufnahme von 1897

1896 war Friedrich Wilhelm Cochius gestorben und Heinrichsfelde gehörte den Cochiussche Erben (im Handbuch verschrieben: Amtsrath Coshin’sche Erben). Das Gut war an einen Loebsch, Reichsgerichtsrat in Leipzig verpachtet. Administriert wurde das Gut von einem Roloff. Die Größe ist hier mit 276,50 ha angegeben, davon 247 ha Ackerland und Gärten, 24,60 ha Wiesen, 3,5 ha Wald und 1,5 ha Unland. Unter der Rubrik Züchtung spezieller Rinderrassen sind Holländer Kühe und Yorkshire-Schweine aufgeführt. Unter den Industriellen Anlagen ist die Brennerei und die Ziegelei mit Ringofen vermerkt.
1903 war es in den Besitz des Friedrich Schulte (* 27. Juli 1847 in Bremen, + 28. Februar 1934 in Heinrichsfelde) übergegangen. Ansonsten sind die Angaben wie 1896. 1907 hatte sich die Gesamtfläche durch Zukäufe leicht auf 285 Hektar vergrößert; 250 Hektar Ackerland, 25 Hektar Wiesen, 6 Hektar Weiden und 4 Hektar Holzung. Der Grundsteuerreinertrag wurde auf 2250 Mark festgesetzt. Genannt werden ferner die Dampfbrennerei und die Ziegelei mit Ringofen.
1914 gehörte das Gut weiterhin Friedrich Schulte. Die Größe des Gutes und die Verteilung Ackerland, Wiesen, Weiden und Wald hatte sich nicht geändert. Der Tierbestand belief sich auf 31 Pferde, 90 Stück Rindvieh, darunter 70 Milchkühe und 150 Schweine. Das Gut hatte sogar einen Gleisanschluss.
Für 1921 ist weiterhin Friedrich Schulte verzeichnet. Weitere Zukäufe brachten eine Vergrößerung der Gesamtfläche auf 305 Hektar. Davon entfielen 256 Hektar auf Ackerland, 35 Hektar auf Wiesen, 8 Hektar auf Wald, und 5 Hektar auf Unland, Gehöfte, Wege etc. und 1 Hektar auf Wasserflächen. Der Tierbestand betrug: 34 Pferde, 90 Rindvieh, davon 70 Milchkühe und 2 Deckbullen, und 24 Schweine. Der Grundsteuerreinertrag war auf 2500 Mark angesetzt.
Unter dem Besitzer Friedrich Schulte hatte sich die Gesamtfläche des Gutes 1929 um 15 Hektar auf 290 Hektar verringert. Die Fläche verteilte sich auf 234 Hektar Ackerland, 30 Hektar Wiesen, 10 Hektar Weiden 15 Hektar Wald und 1 Hektar Unland, Wege und Gehöfte. Der Tierbestand hatte sich nur leicht geändert: 30 Pferde, 90 Stück Rindvieh, darunter 60 Milchkühe und 30 Schweine. Der Grundsteuerreinertrag wurde nun auf 2850 Mark angesetzt. Friedrich Schulte, der einzige Sohn fiel 1940. In der Bodenreform von 1946 wurde das Gut enteignet und aufgeteilt. 1954 wurde die LPG Typ III „8. März“ in Kyritz gegründet. Sie betrieb bis 1989 die Schweinezucht in Heinrichsfelde.
Die Försterei (Forsthaus Heinrichsfelde) gehörte zu DDR-Zeiten zum Staatlichen Forstwirtschaftsbetrieb Kyritz. Das Forsthaus gehört heute zum Landesbetrieb Forst Brandenburg Revier Stolpe.
Auf dem Flugplatz Heinrichsfelde waren Agrarflieger stationiert. 1995 nutzte der Flugdienst Brandenburg den Flugplatz Heinrichsfelde. Auf dem Flugplatzgelände sind mehrere Betriebe ansässig.
Der Landesbetrieb Straßenwesen Brandenburg unterhält in Heinrichsfelde die Straßenmeisterei Kyritz.
Heinrichsfelde gehörte immer zur Stadtmark bzw. Stadtgemarkung Kyritz und bildete nie eine eigenständige administrative Einheit (Gutsbezirk). 1931 wurde es als Wohnplatz von Kyritz bezeichnet. 1964 und 1995 war es ein Ortsteil der Stadt Kyritz. Mit der Verwaltungsreform von 1992 im Land Brandenburg entstand das Amt Kyritz, in dem sich sieben Gemeinden und die Stadt Kyritz zu einer Verwaltungsgemeinschaft zusammengeschlossen hatten. Mit der Eingliederung der amtsangehörigen Gemeinden in die neue (Groß-)Gemeinde Kyritz und der Auflösung des Amtes Kyritz 2003 wurde Heinrichsfelde lediglich noch als Wohnplatz der Stadt Kyritz ausgewiesen. Es hat damit keine eigene kommunalpolitische Vertretung.
| Jahr      | 1840 | 1846 | 1858 | 1871 | 1895 | 1925 |
| Einwohner | 62   | 80   | 51   | 65   | ?    | 131  |

## Vereine und Freizeit
Auf dem Flugplatz Heinrichsfelde hat der Förderverein Agrarflug am Tower kleine Ausstellung (Agrarflugmuseum) zum Thema Agrarflug zusammengestellt. Das erste Dorffest 2016 in Heinrichsfelde fand sogar Beachtung in den Medien.

## Gutshaus
Kein Denkmal, aber doch von historischem Interesse, ist das Gutshaus bzw. Schloss in Heinrichsfelde. 2006 zogen die letzten Mieter aus und es verfiel langsam. Im März 2017 wurde es versteigert und fand einen neuen Besitzer, der das Gutshaus renovieren wollte. Ende 2019 wurde es erneut verkauft. Der Käufer Thomas König begann mit den ersten Sanierungsmaßnahmen Anfang 2020. Das Haus soll komplett saniert und modernisiert werden.